# Microblogueo

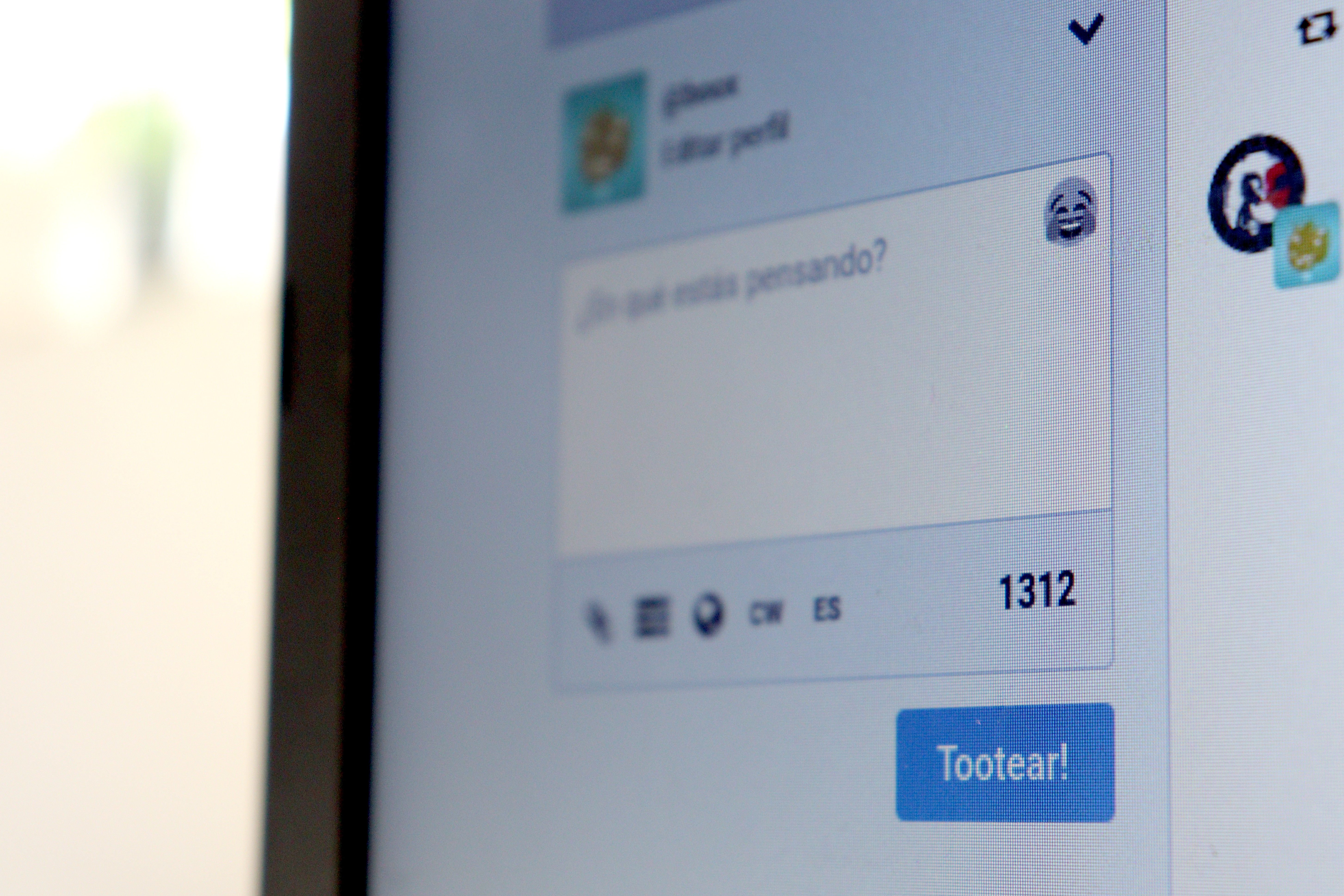
Los servicios de microblogueo permiten compartir mensajes breves

Un servicio de microblogueo (del inglés microblogging) permite a sus usuarios enviar y publicar mensajes breves, generalmente solo de texto.  Las opciones para el envío de los mensajes varían desde sitios web, a través de SMS, mensajería instantánea o aplicaciones ad hoc. 
La principal y más popular característica de estos servicios es su sencillez y capacidad de sintetización, porque en la mayoría de sistemas de microblogueo el tope de escritura solía ser de alrededor de 140 caracteres. Sin embargo, este límite se ha incrementado recientemente a 280 caracteres en Twitter/X y a 500 caracteres en Mastodon. En las publicaciones de microblogueo se pueden contar desde qué se está haciendo, interactuar con otros usuarios mediante respuestas y mensajes privados, anunciar cosas, promocionarse, hacer o mantener amistades y redes de amigos, encontrar trabajo, y otros. Estos mensajes que publica el usuario se muestran en su página de perfil y son también enviados de forma inmediata a otros usuarios que han elegido la opción de recibirlas. El usuario que los publica puede restringir el envío de estos mensajes solo a miembros de su círculo de amigos, o permitir su acceso a todos los usuarios de manera pública, que es la opción por defecto.
Twitter fue uno de los primeros servicios de microblogueo que se hizo rápidamente popular. Aunque la idea detrás de estos servicios venía de mucho antes, Twitter nació en marzo de 2006 y fue abierto al público en julio de ese mismo año, pero su popularidad no comenzó hasta principios de 2007. La idea es sencilla: una caja de texto con espacio para escribir hasta 280 caracteres (anteriormente 140, y antes 120) y una pregunta. Además de publicar mensajes, en Twitter se pueden seguir los de otras personas, y otras personas pueden seguir los propios.
Aunque Twitter se estableció como el más importante servicio de microblogueo, ha perdido relevancia en los últimos años ante el surgimiento de alternativas como Mastodon, Bluesky y Threads. Adicionalmente, han surgido propuestas para construir un protocolo estándar y abierto en el cual no dependamos de que nuestros contactos estén en nuestro mismo servicio de microblogueo, y que se convierta en un servicio más de Internet como lo son ya la web, el FTP, el correo electrónico o el P2P.

## Microblogueo en la educación
Debido a sus características, el microblogueo en el ámbito educativo es utilizado mayormente por el perfil de estudiante más adulto. Esto puede ser debido a limitación en la creación de objetos digitales, mecanismos que permitan crear una identidad propia o la carencia de elementos de interacción social. Actualmente, existen redes de microblogging diseñadas para niños, como es el caso de Edmodo y Twiducate.